# Lijst van rectores magnifici van de Universiteit Maastricht

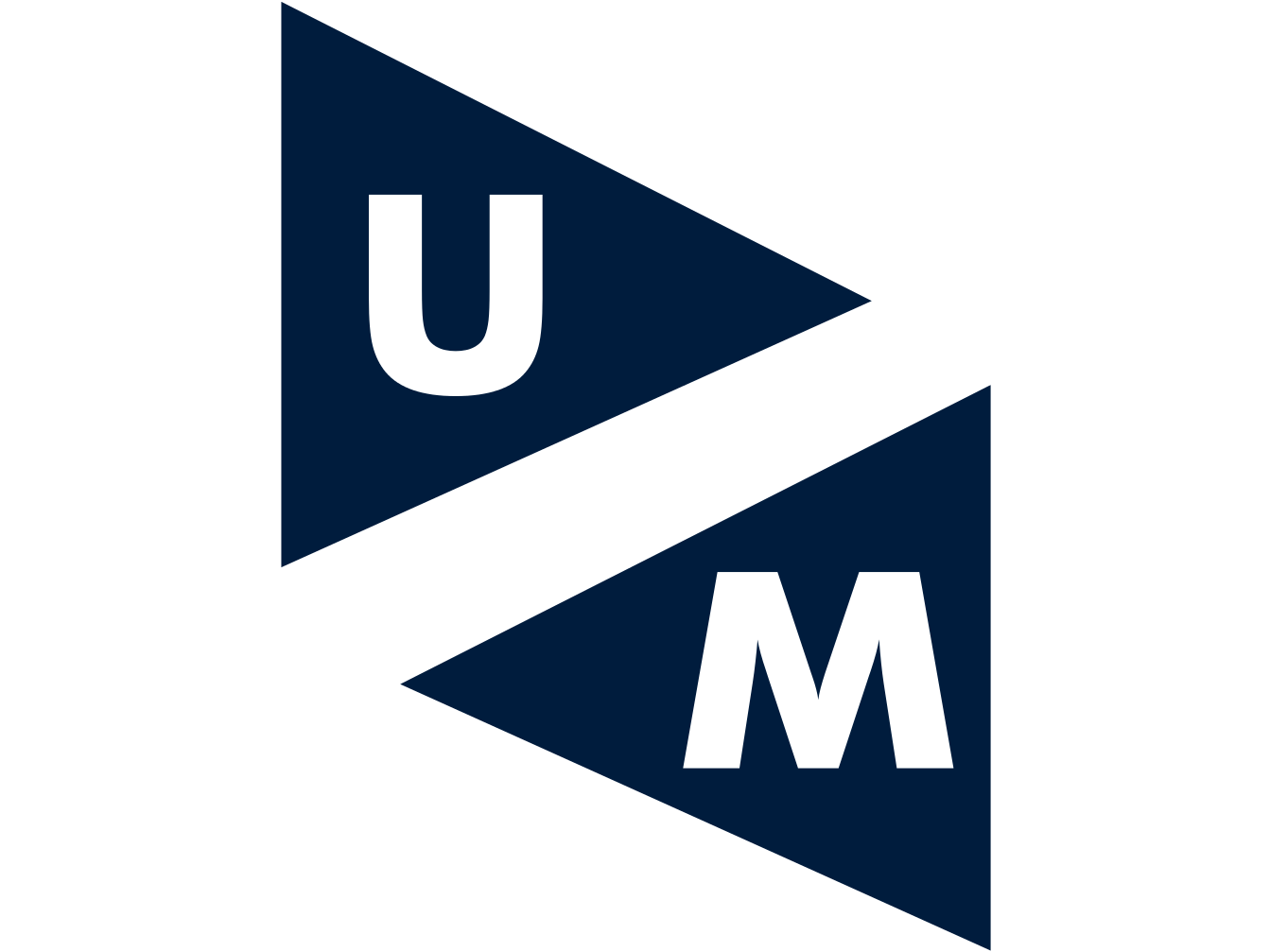
Logo Universiteit Maastricht

Dit is een lijst van rectores magnifici van de Universiteit Maastricht. Tussen 1976 en 1996 heette de universiteit Rijksuniversiteit Limburg.
| Periode   | Naam rector magnificus      | Portret          |
| --------- | --------------------------- | ---------------- |
| 2022-     | Pamela Habibović            | Pamela Habibović |
| 2016-2022 | Rianne Letschert            | Rianne Letschert |
| 2012-2016 | Luc Soete                   | Luc Soete        |
| 2004-2012 | Gerard Mols                 |                  |
| 1998-2003 | Arie Nieuwenhuizen Kruseman |                  |
| 1995-1997 | Job Cohen                   | Job Cohen        |
| 1993-1995 | Hans Philipsen              |                  |
| 1991-1993 | Job Cohen                   | Job Cohen        |
| 1985-1991 | Vic Bonke                   |                  |
| 1982–1985 | Coen Hemker                 |                  |
| 1979–1981 | Wynand Wijnen               |                  |
| 1976-1979 | Harmen Tiddens              | Harmen Tiddens   |